# Doudleby (hradiště)
Doudleby jsou raně středověké hradiště na území stejnojmenné vesnice jižně od Českých Budějovic. Bylo osídleno od desátého do třináctého století, kdy převzalo správní funkci staršího hradiště v Branišovicích. Dochovaly se z něj terénní stopy opevnění a kostel svatého Vincence, který ve svých zdech obsahuje pozůstatky původního hradského kostela. Archeologické stopy hradiště jsou chráněny jako kulturní památka.

## Historie
První písemná zmínka o hradišti se nachází v Kosmově kronice. Kosmas hradiště uvedl jako pohraniční hrad Slavníkovců, ale pravděpodobnější je jeho založení Přemyslovci. Pozdější zmínky uvádějí zdejší kastelány, kterými byli Kochan (1175) a Pillunk (1179 a 1186). Jediný archeologický výzkum podnikl v roce 1940 Bedřich Dubský a v posledním desetiletí dvacátého století proběhl pod vedením Juraje Thomy záchranný výzkum v prostoru kostela svatého Vincence, kde bylo nalezeno několik záušnic, které dokládají existenci pohřebiště. Nepočetné archeologické nálezy umožnily datovat vznik hradiště druhé poloviny desátého století a jeho zánik ve třináctém století.

## Stavební podoba

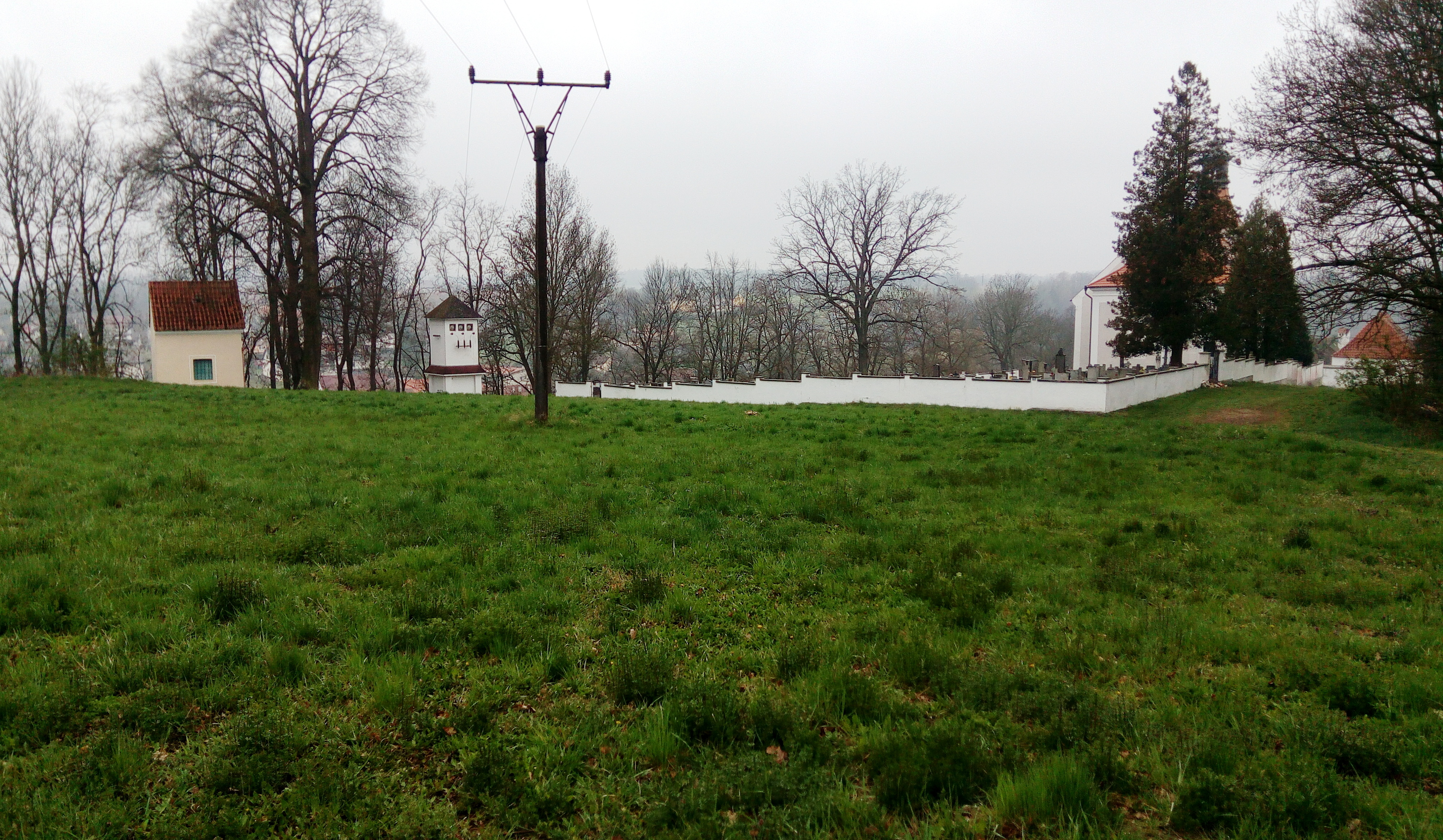
Pohled přes východní předhradí k akropoli se hřbitovem a kostelem svatého Vincence

Několikadílné hradiště se nachází v prostoru meandru řeky Malše. Opevnění s celkovou délkou asi 660 metrů chránilo plochu o velikosti asi 4,8 hektaru. Akropole se nacházela v nejužší části spojovacího krčku meandru a její využitelná plocha má rozměry 200 × 60 metrů. Její dominantou je zbarokizovaný kostel svatého Vincence, který ve svých zdech obsahuje zdivo původního hradského kostela. Kromě něj zde stával dvůr s obydlím správce využívaný také jako příležitostné sídlo knížete.
Na severní a jižní straně akropoli poskytovaly dostatečnou ochranu strmé svahy, ale nejlépe přístupnou východní stranu chránila zaniklá hradba, která vedla přibližně v prostoru východní hřbitovní zdi. Před ní se nacházelo předhradí, jehož vnější hradba se dochovala v podobě valu, před kterým je patrný šest metrů široký příkop. Na západní straně se nachází strmý sráz s převýšením téměř deset metrů. Útvar je pravděpodobně přírodního původu, ale nejspíše byl uměle upraven a využit k obraně. Dále na západ terén pozvolna klesá směrem k řece. V tomto prostoru akropoli chránily další pásy hradeb a příkopů, které se dochovaly jako terénní nerovnosti v prostoru zahrad.